# Tomopagurus cokeri
Tomopagurus cokeri is een tienpotigensoort uit de familie van de Paguridae. De wetenschappelijke naam van de soort is voor het eerst geldig gepubliceerd in 1917 door Hay.